# فريق الاتفاق
فريق الاتفاق الرياضي (بالإنجليزية: Etifaq ST) فريق كرة قدم عماني تابع لنادي الرستاق يلقبه أنصاره بأخضر الوادي  لإنفراده بإرتداء اللون الأخضر بين فرق وادي بني غافر. أشهر في عام 1987، بينما كان التأسيس الحقيقي للفريق في عام 1983، يلعب حالياً الفريق في الدرجة الأولى بنادي الرستاق و يعد أحد الفرق المرشحة دائماَ للمراكز الأولى في الدرجة الأولى.

## التأسيس
تأسس فريق الاتفاق عام 1983م على يد شباب القرى الخمس التي يتبعها الفريق و تم إنتساب الفريق لنادي الرستاق عام 1987م ، الفريق يمارس جميع الأنشطة الرياضية و الثقافية و الإجتماعية و يتبع لعدة قرى بوادي بني غافر و هي ( قرية الدفع ، قرية المسنة ، قرية الرويبة ، قرية القبيل و قرية المرجي ) و يشارك الفريق في جميع الأنشطة الرياضية و الثقافية و الإجتماعية التي يقيمها نادي الرستاق و الفريق يلعب حالياً في الدرجة الأولى بنادي الرستاق .

## الشعار

### الشعار القديم (1983-2021)
يعد الشعار القديم للفريق من أبسط الشعارات التي تمتلكها فرق ولاية الرستاق ، حيث يحتوي الشعار على دائرة بداخلها أيادي مصافحة و التي تدل على إتفاق القرى الخمس و اتحادها بفريق واحد ، و في الأعلى كرة القدم تدل على نوع النشاط الرياضي الذي يمارسه أبناء الفريق ، أما على أجناب الشعار نجمتين تدل على طموح أبناء الفريق في الحصول على النجومية .

### الشعار الجديد (2021-الآن)
في الخامس من مارس أعلن فريق الاتفاق عن الشعار الجديد للفريق ، حيث أعتمدت إدارة الفريق في الشعار الجديد على البساطة و الحداثة ، الشعار عبارة عند درع يحتوي على كرة تتشكل بحرف E و هو الحرف الاول من اسم الفريق باللغة الإنجليزية ، و في أسفلها مجرى وادي و جبال و أشجار نخيل و التي تدل على طبيعة المنطقة التي ينتمي لها الفريق ، في إسفل الشعار برج يحتوي على 5 نوافذ و هي عدد القرى التابعة للفريق و بوابة كبيرة تدل على انفتاح الفريق نحو التطور.

## اللاعبين
ملاحظة: تشير الأعلام إلى المنتخب الوطني على النحو المحدد في قواعد الأهلية للفيفا. قد يحمل اللاعبون أكثر من جنسية واحدة غير تابعة للفيفا.
| الرقم | البلد      | المركز | اللاعب         |
| ----- | ---------- | ------ | -------------- |
| 1     | سلطنة عمان | حارس   | قيس الغافري    |
| 2     | سلطنة عمان | مدافع  | أكرم الناصري   |
| 3     | سلطنة عمان | مدافع  | مهند اللويهي   |
| 4     | سلطنة عمان | مدافع  | حسام الغافري   |
| 5     | سلطنة عمان | مدافع  | باسل السيابي   |
| 6     | سلطنة عمان | وسط    | بطي الحاتمي    |
| 7     | سلطنة عمان | وسط    | سيف الغافري    |
| 8     | سلطنة عمان | وسط    | المنذر الغافري |
| 9     | سلطنة عمان | مهاجم  | مخلد اللويهي   |
| 10    | سلطنة عمان | مهاجم  | مالك الصلتي    |
| 11    | سلطنة عمان | مهاجم  | عاصم الغافري   |
| 12    | سلطنة عمان | وسط    | عامر الغافري   |
| 13    | سلطنة عمان | مدافع  | طلال الغافري   |
| 14    | سلطنة عمان | مهاجم  | عادل الغافري   |
| 15    | سلطنة عمان | وسط    | سعيد اللويهي   |
| 16    | سلطنة عمان | مدافع  | سعيد علي سعيد  |
| 17    | سلطنة عمان | مدافع  | اسامة الغافري  |
| 18    | سلطنة عمان | مدافع  | محمود اللويهي  |
| 19    | سلطنة عمان | مهاجم  | ايمن الغافري   |
| 20    | سلطنة عمان | مهاجم  | محمد الغافري   |

## مجلس الإدارة
| م | المنصب                 | الاسم                   | منذ            | البلد      |
| - | ---------------------- | ----------------------- | -------------- | ---------- |
| 1 | الرئيس                 | سيف بن مرزوق الناصري    | 6 ديسمبر 2018  | سلطنة عمان |
| 2 | نائب الرئيس            | جمعه بن حمد الغافري     | 6 ديسمبر 2018  | سلطنة عمان |
| 3 | أمين السر              | سعيد بن عبدالله الغافري | 6 ديسمبر 2018  | سلطنة عمان |
| 4 | مدير الكرة             | يقظان بن سالم الناصري   | 6 ديسمبر 2018  | سلطنة عمان |
| 5 | رئيس اللجنة الرياضية   | حسين بن راشد الغافري    | 5 نوفمبر 2022  | سلطنة عمان |
| 6 | رئيس اللجنة الثقافية   | خليفة بن سعيد الغافري   | 6 ديسمبر 2018  | سلطنة عمان |
| 7 | رئيس اللجنة الاجتماعية | محمود بن علي الغافري    | 15 فبراير 2019 | سلطنة عمان |
| 8 | رئيس اللجنة الاعلامية  | عزام بن سيف الغافري     | 6 ديسمبر 2018  | سلطنة عمان |
| 9 | رئيس اللجنة النسوية    | -                       | -              | سلطنة عمان |

## المشاركات
| السنة | البطولة                    | المنظم          | المركز | فوز | خسارة | تعادل | الدور       |
| ----- | -------------------------- | --------------- | ------ | --- | ----- | ----- | ----------- |
| 2019  | دوري الدرجة الاولى         | نادي الرستاق    | الثالث | 2   | 1     | 1     | ربع النهائى |
| 2019  | بطولة الطو الرمضانية       | فريق الطو (نخل) | الثالث | 1   | 1     | 1     | المجموعات   |
| 2019  | البطولة التنشيطية الرباعية | فريق البادية    | الثالث | 1   | 1     | 1     | المجموعات   |
| 2019  | بطولة الغشب الودية         | فريق الغشب      | الرابع | 0   | 3     | 0     | المجموعات   |
| 2022  | بطولة الغشب الودية         | فريق الغشب      | الرابع | 0   | 2     | 0     | المجموعات   |
| 2022  | دوري الدرجة الاولى         | نادي الرستاق    | الثالث | 2   | 2     | o     | المجموعات   |